# Alois Hitler
Alois Johann Hitler Sr. (ngày trước gọi là Alois Johann Schicklgruber; 7 tháng 6 năm 1837 – 3 tháng 1 năm 1903) là một công chức người Áo và là cha của nhà độc tài Đức và lãnh đạo Đảng Quốc xã, Adolf Hitler.
Alois Hitler được sinh ra một cách bất hợp pháp, và tư cách làm cha của ông không bao giờ được thừa nhận. Điều này dẫn đến tuyên bố rằng vợ của ông là Klara (mẹ của Adolf) có thể là anh em họ của Alois. Điều đó cũng có nghĩa là Adolf Hitler không thể chứng minh ông nội mình là ai và do đó không thể chứng minh được "dòng dõi Aryan" của chính mình. Khi Alois được thăng chức trong Hải quan, ông đã xin được hợp pháp hóa dưới tên của cha dượng Hiedler, được nhập vào sổ đăng ký với tên 'Hitler', vì lý do không rõ.

## Nghỉ hưu và qua đời
Vào tháng 2 năm 1895, Hitler đã mua một ngôi nhà trên mảnh đất chín mẫu (36.000 m²) ở Hafeld gần Lambach, khoảng 30 dặm (48 km) về phía tây nam của Linz. Mảnh đất hay trang trại được gọi là "Rauscher Gut". Ông chuyển gia đình đến trang trại và nghỉ hưu vào ngày 25 tháng 6 năm 1895 ở tuổi 58, sau 40 năm làm trong ngành hải quan. Alois thấy làm ruộng khó khăn; ông mất tiền, và giá trị tài sản giảm sút.
Vào sáng ngày 3 tháng 1 năm 1903, Hitler đã đến Gasthaus Wiesinger (số 1 Michaelsbergstr, Leonding) như thường lệ để uống ly rượu buổi sáng của mình. Ông được cung cấp tờ báo và nhanh chóng suy sụp. Ông được đưa đến một phòng liền kề và một bác sĩ được gọi đến, nhưng Alois Hitler đã chết tại nhà trọ, có lẽ là do tràn dịch màng phổi. Adolf Hitler, người đã 13 tuổi khi cha ông qua đời, nói trong Mein Kampf rằng ông chết vì "đột quỵ của ngập máu". Trong cuốn sách của mình, Chàng trai trẻ Hitler mà tôi biết, người bạn thời thơ ấu của Hitler, August Kubizek nhớ lại: "Khi mười bốn tuổi, [như thể] người con trai nhìn thấy người cha đã chết của mình, anh ta đã bật khóc không thể kiểm soát."

### Gỡ bỏ bia mộ
Vào ngày 28 tháng 3 năm 2012, bia mộ đánh dấu mộ của Alois Hitler và vợ của ông Klara tại nghĩa trang thị trấn ở Leonding đã bị gỡ bỏ, mà không có lễ, bởi một hậu duệ, theo Kurt Pittertschatscher, mục sư của giáo xứ. Người này được cho là một người phụ nữ lớn tuổi của người vợ đầu tiên của Alois Hitler, Anna, người cũng đã từ bỏ bất kỳ quyền nào đối với âm mưu chôn cất được thuê. Khu đất quanh mộ Alois được bao phủ trong sỏi trắng và một cái cây đã bị loại bỏ. Người ta không biết liệu hài cốt của cha mẹ Adolf Hitler có còn được chôn cất ở đó hay không.